# Lope de Aguirre
Lope de Aguirre (* um 1511 in Oñate; † 27. Oktober 1561 in Barquisimeto, Venezuela) war ein spanischer Konquistador, der sich während einer Expedition auf der Suche nach dem Goldland Eldorado gegen die spanische Krone auflehnte und unter seinen Mitverschworenen und Reisegefährten ein Terrorregime errichtete. Wegen seiner besonderen Grausamkeit berüchtigt, wurde seine Gestalt in der lateinamerikanischen Literatur und Geschichtsschreibung zum Inbegriff für Verrat und Irrsinn stilisiert.

## Leben
Aguirre (bask. Agirre) wurde zwischen 1511 und 1515 in Oñate in der baskischen Provinz Gipuzkoa geboren. Er entstammte vermutlich einem adligen Geschlecht und hatte einen kirchlichen Richter als Vorfahren.
Vermutlich 1536 oder 1537, also unmittelbar nach der spanischen Eroberung, erreichte Lope de Aguirre Peru und war in der Folgezeit an verschiedenen politischen Intrigen beteiligt. Damals kam es zwischen konkurrierenden Gruppen von Konquistadoren immer wieder zu bürgerkriegsähnlichen Auseinandersetzungen, während die spanische Krone durch Entsendung königlicher Beamter versuchte, das neue Territorium unter ihre Kontrolle zu bekommen. 1542 wurde das Vizekönigreich Peru ausgerufen. Für besonderen Unmut unter den Eroberern sorgten die im gleichen Jahr von Karl V. neu erlassenen „neuen Gesetze“ (Leyes Nuevas), die in las Yndias unter anderem die Versklavung von Indianern verboten. Einige Rebellen argumentierten, die Eroberung Perus sei ein privates Unternehmen gewesen, deshalb habe die spanische Krone keinen Anspruch auf die Ländereien. Auch Aguirre protestierte in Briefen gegen die Zustände in der Kolonie.
Aguirre verdiente sich seinen Unterhalt zunächst mit Pferdezucht und nahm dann an einer Expedition gegen den Indianerstamm der Chunchos teil. 1541 kämpfte er auf der Seite von Pedro Álvarez Holguín gegen Diego de Almagro, danach auf Seiten des Vizekönigs Blasco Núñez de Vela gegen Gonzalo Pizarro. In beiden Bürgerkriegen stand er demnach aufseiten der Krone und wirkte an der Niederschlagung der Rebellen mit. Zwischenzeitlich floh er nach Nicaragua und kam erst 1548 nach der Hinrichtung Gonzalo Pizarros nach Peru zurück. Obschon nicht nachgewiesen, wird vermutet, dass Aguirre 1553 an der Rebellion des Sebastián de Castilla gegen die spanische Krone teilnahm.
Im Jahre 1554 gab es einen Gnadenerlass des Vizekönigs für alle ehemaligen Rebellen, die sich der Armee von Alonzo de Alvarado anschlossen, um den Aufstand von Francisco Hernández Girón niederzuschlagen. Aguirre nahm an den Kämpfen auf Seiten des Vizekönigs teil, wurde im Mai 1554 in der Schlacht von Chuquinga verwundet und hinkte seitdem.
Von 1554 bis 1558 trieb sich Aguirre beschäftigungslos in Peru herum und soll zwischenzeitlich zusammen mit seinem Freund Lorenzo de Salduendo wegen Verschwörung gegen die Krone inhaftiert gewesen sein. In zu Teilen erhaltenen Briefen greift er den spanischen König Philipp II., nach der Abdankung Karls 1556 Herrscher über das Kolonialreich, scharf an, nennt ihn einmal gar „schlimmer als Luzifer“.
Einer Verurteilung entgingen beide angeblich dadurch, dass sie sich zur Expedition von Pedro de Ursúa meldeten. Dabei nahm Aguirre seine Tochter Elvira mit, deren Mutter Indianerin war, die dem Inka-Adel angehört haben soll.

### Amazonasexpedition zur Suche nach dem Eldorado
Pedro de Ursúa plante eine Expedition ins Reich der Omagua im Süden des heutigen Venezuela, wo man damals das sagenhafte Goldland Eldorado vermutete. Diese Vermutung beruhte auf Berichten des deutschen Konquistadors Philipp von Hutten. Dass dieses Land in Wirklichkeit nicht existierte, war damals noch nicht bekannt, man hielt es vielmehr für ein reales Königreich.
Ursúas Expedition verzögerte sich mehrmals aus Geldmangel. Die königliche Verwaltung, froh darüber, so viele potenzielle Unruhestifter weit weg von Peru zu wissen, gewährte schließlich einen größeren Zuschuss. Das dann immer noch fehlende Geld besorgte sich Ursúa zum Teil mit Gewalt. So erpresste er mehrere Geistliche und zwang sie anschließend zur Mitreise, damit sie ihn nicht anzeigen konnten. Schließlich konnte die Expedition Lima im Februar 1559 mit 300 bewaffneten Spaniern, mehreren hundert indianischen Hilfskräften, 20 afrikanischen Sklaven und 27 Pferden verlassen. Im September 1560 erreichte die Expedition den Amazonas und begab sich mit Schiffen flussabwärts in den kaum erforschten Urwald.
Der Expedition hatten sich von Anfang an zahlreiche Unzufriedene angeschlossen in der Hoffnung, Ursúa würde seine Truppen für einen Aufstand gegen den Vizekönig einsetzen. Für diese Leute war es eine Enttäuschung, als die Expedition dann tatsächlich in den Urwald aufbrach. Ursúa war zuvor gewarnt worden, mehrere bekannte Unruhestifter, darunter Aguirre, mitzunehmen, hatte die Warnungen allerdings ignoriert. Zudem soll sich Ursúa während der Reise durch seine tyrannische Führung und brutale Strafmaßnahmen unbeliebt gemacht und Eifersucht wegen seiner jungen Frau erregt haben, einer reichen Mestizin, die ihn auf der Fahrt begleitete.
Als im November der Mittellauf des Amazonas erreicht war und sich das angebliche Goldland als Illusion erwies, vermehrte sich die Unzufriedenheit unter den Expeditionsteilnehmern. Aguirre, Salduendo und einige andere Unterführer zettelten eine Verschwörung gegen Ursúa an. In der Nacht zum 1. Januar 1561 ermordeten sie ihn gemeinschaftlich und setzten den 25-jährigen andalusischen Edelmann Fernando de Guzmán als neuen Expeditionsführer ein.
Guzmán verkündete, die Suche nach dem nicht existierenden Reich der Omagua aufgeben und stattdessen nach Peru zurückkehren zu wollen, um dort den Kampf gegen den Vizekönig und seine Beamten aufzunehmen. Daraufhin wurde er im März 1561 von der Mehrheit der Expeditionsteilnehmer als neuer Anführer bestätigt. Auf Vorschlag Aguirres wurde Guzmán wenige Tage später zum Herrscher ausgerufen und sollte nach der Ankunft in Peru zum König gekrönt werden. Ein von Aguirre aufgesetztes Dokument, in dem sich die Rebellen vom spanischen Königreich lossagten, wurde von den meisten – nicht allen – Expeditionsteilnehmern unterzeichnet.

### Der Feldzug gegen Peru
Da der Rückmarsch durch den Urwald nicht zu bewerkstelligen war, ließen Guzmán und Aguirre seetüchtige Schiffe bauen. Auf den Spuren des Konquistadors Francisco de Orellana wollte man den Amazonas bis zur Mündung befahren, um dann per Schiff über Panama zurück nach Peru zu gelangen. Aguirre hoffte, in Panama und Nicaragua die Rebellenschar durch Anwerbung unzufriedener Spanier und Cimarronen weiter zu vergrößern.
Auf der Weiterfahrt kam es zu einem Machtkampf zwischen Aguirre und Salduendo, in dessen Folge Letzterer vor den Augen Guzmáns von Aguirre ermordet wurde. Guzmán kamen daraufhin Bedenken an dem Unternehmen, und er ließ sich von mehreren Offizieren Unterstützung bei einem geplanten Vorgehen gegen Aguirre zusichern. Aguirre erfuhr jedoch durch Spitzel davon. Er ließ Guzmán und seine Anhänger am 22. Mai 1561 umbringen und rief sich selbst zum neuen Führer aus. Einige Soldaten, die seine Vorgehensweise kritisierten, ließ er ebenfalls töten, desgleichen die Witwe Ursúas, um deren Besitz nach dessen Tod immer wieder Streitigkeiten unter den Konquistadoren entbrannt waren.
Unterwegs wurden indianische Siedlungen rücksichtslos geplündert und ihre Bewohner umgebracht. Als die Expedition schließlich die Mündung des Amazonas erreichte, ließ Aguirre die etwa 100 überlebenden peruanischen Indianer im Urwald aussetzen, da die Lebensmittel nicht für die weitere Mitnahme per Schiff ausreichten.
Die Expedition erreichte am 20. Juli 1561 die vor der Küste Venezuelas gelegene Isla Margarita. Die Insel wurde im Handstreich besetzt, alle königlichen Beamten festgenommen, die Gerichtsakten verbrannt. Aguirre errichtete eine über 40 Tage dauernde Schreckensherrschaft auf der Insel, der sowohl Einheimische als auch weitere von ihm als unzuverlässig eingestufte eigene Männer zum Opfer fielen. Er konnte aber auch neue, von der Aussicht auf Beute angelockte Anhänger gewinnen.
Das nächste Ziel seines Feldzuges, die Landenge von Panama, konnte Aguirre nicht mehr erreichen. Mehrere seiner Anhänger waren desertiert und hatten die königlichen Behörden auf dem Festland vor der drohenden Gefahr gewarnt. Unter Führung von Francisco Fajardo landeten in spanischem Sold stehende indianische Krieger auf Margarita und schlossen die Truppe von Aguirre ein. Dieser ließ die als Geiseln festgehaltenen königlichen Beamten ermorden und segelte dann zum Festland.
Aguirre landete in der Ortschaft Burburada und ließ die Schiffe verbrennen, um Desertionen aus seiner Gefolgschaft zu verhindern. Da sein nächstes Ziel, Panama, den Behörden bekannt war, versuchte er nun, auf dem Landweg über das Gebiet des heutigen Venezuela, Kolumbien und Ecuador nach Peru zu gelangen. Er hoffte auch weiterhin, seine Truppe durch Anwerbung unzufriedener Siedler vergrößern zu können. Die nächsten spanischen Siedlungen, durch die sie marschierten, waren jedoch von den Einwohnern verlassen. Mehrere von Aguirres Anhängern desertierten, andere wurden bei Fluchtversuchen getötet.

### Das Ende in Venezuela
In der ebenfalls menschenleeren Stadt Barquisimeto stießen am 27. Oktober 1561 Aguirres Leute mit königstreuen Soldaten zusammen. Diese, zahlenmäßig und waffentechnisch unterlegen, zogen sich zurück, hinterließen aber Begnadigungsbriefe des venezolanischen Gouverneurs für Überläufer. Bei einem weiteren Scharmützel blieben Aguirres Anhänger zwar ebenfalls siegreich, doch immer mehr von ihnen liefen zum Gegner über. Aguirre blieb schließlich praktisch allein zurück, nur sein Munitionsmeister Llamoso weigerte sich überzulaufen. Von den 300 bewaffneten Teilnehmern der Expedition Ursúas hatten Iakob Zvanev zufolge bis hierhin 174 überlebt, 66 Männer waren im Verlauf der Fahrt ermordet worden oder gewaltsam gestorben, 60 Mann an Krankheiten oder Hunger zugrunde gegangen. Fluktuationen durch Desertionen und Neuzugänge bleiben in dieser Rechnung unberücksichtigt.
Von seinen Leuten verlassen, erstach Aguirre in der Herberge des Ortes seine dort untergebrachte Tochter Elvira. Die Verzweiflungstat rechtfertigte er gegenüber der Zofe, die ihm das Gewehr aus der Hand riss, mit dem er in den Wohnraum stürmte, mit seiner Sorge, Elvira könnte zur „Matratze von Schönlingen“ und künftig als Tochter eines Verräters behandelt werden und sein Andenken verunehren. Danach ergab er sich den königlichen Soldaten. Bei dem Versuch, eine Erklärung abzugeben, wurde er von zwei seiner ehemaligen Anhänger erschossen, seine Leiche anschließend geköpft und gevierteilt. Neben Wut auf den tyrannischen Führer könnte bei seiner Lynchung auch das Motiv eine Rolle gespielt haben, Aussagen Aguirres zu verhindern, die andere überlebende Teilnehmer belastet hätten. In einem posthumen Prozess wurde Lope de Aguirre des Majestätsverbrechens für schuldig befunden und sein gesamter Besitz zugunsten der spanischen Krone eingezogen.
Die Amnestie des Gouverneurs Vollato für Aguirres Anhänger wurde zunächst von der Audiencia (Gerichtshof) bestätigt, dann aber durch einen Erlass König Philipps II. vom 3. Oktober 1562 wieder aufgehoben.

## Nachleben und Überlieferung
Die meisten Berichte über die Rebellion Lope de Aguirres stammen aus den Gerichtsakten. Außerdem sind einige Briefe erhalten. Auf solche Briefe geht etwa die Darstellung der Ermordung Fernando de Guzmáns und anderer Mitglieder der Expedition zurück. Wie glaubwürdig Lope de Aguirres Schilderungen sind, lässt sich nur schwer beurteilen. Vieles in seinen Briefen erscheint übertrieben; sie enthalten groteske und teils wenig glaubhafte Details. So behauptet er beispielsweise, als er von der Reformation in Deutschland hörte, habe er als spontane Reaktion einen Deutschen namens „Monteverde“ in Stücke schlagen lassen. Der offenbar übersetzte Name („Grünberg“) soll einigen Interpreten zufolge die Glaubwürdigkeit der Episode in Frage stellen.
Das Andenken an Lope de Aguirre überdauerte hauptsächlich in den Archiven Venezuelas und Kolumbiens. Von den meisten Chronisten der Kolonialzeit wurde er als wahnsinniger Mörder und Tyrann dargestellt. Dieser Ruf blieb auch nach dem Erfolg der Unabhängigkeitsbewegungen im 19. Jahrhundert erhalten. Zwar gab es vereinzelt Versuche, Aguirre – der sich von Spanien losgesagt hatte und insoweit als Vorbild der Unabhängigkeitskämpfer gelten könnte – positiv zu zeichnen, aber meistenteils betrachteten ihn die neuen Machthaber als brutalen Repräsentanten gerade jener Kolonialmacht, die man glücklich losgeworden war. Er wurde auf diese Weise zum Bestandteil der nationalen Abgrenzungs- und Selbstfindungsprozesse der beiden Staaten.
Simón Bolívar plante im Jahre 1821 aus propagandistischen Gründen eine Veröffentlichung der Briefe Aguirres an den spanischen König. Ob die Veröffentlichung erfolgte, ist nicht mehr nachzuweisen. Eine spürbare Wirkung hinterließ dieser Versuch aber erst sehr viel später, als Aguirre unter Bezugnahme auf Bolívar von verschiedenen Autoren des 20. Jahrhunderts zum Vorkämpfer für die Unabhängigkeit Lateinamerikas stilisiert wurde. Baskische Autoren entdeckten ihn in der Folge ebenfalls als Modell für ihren eigenen Widerstandskampf gegen spanische Unterdrückung. Beide Interpretationen gelten als historisch unhaltbare Vereinnahmungen. Tatsächlich war Aguirres Rebellion lediglich das letzte Aufbegehren zu kurz gekommener Konquistadoren gegen die Installation der neuen absolutistischen Ordnung in den spanischen Überseegebieten.
Von einigen gegenwärtigen Historikern wird darauf hingewiesen, dass die von Aguirre begangenen Verbrechen sich nicht allzu sehr von den allgemein üblichen Grausamkeiten seiner Zeit abhoben. Die von ihm und seinen Anhängern verübten Morde wurden von Zeitgenossen vor allem deswegen als besonders schrecklich und skandalös empfunden, weil sie im Rahmen einer Rebellion gegen die königliche Gewalt begangen wurden. Diese These ist jedoch umstritten, da es im 16. Jahrhundert auch andere Aufständische und Rebellen gegen die Krone gab, die ebenfalls als grausam geschildert werden und in den Quellen in sehr ungünstigem Licht erscheinen. Keiner von ihnen wird aber als geisteskranker Schlächter dargestellt. Vielmehr zeigen sich im Falle Aguirres schon in seinen überlieferten Briefen Ansätze zu einer sadistischen Selbststilisierung. In der Tat ist in einigen novellistischen Rezeptionen der Geschehnisse hingegen das Bemühen spürbar, Aguirre als wahnsinnigen Mörder im Kontrast zu Pedro de Ursúa zu zeichnen, der entgegen den Quellen als ritterlicher Edelmann dargestellt wird. Diese unhistorische Charakterisierung hat auch Eingang in die Verfilmungen gefunden.
Dem 1972 entstandenen Kinofilm Aguirre, der Zorn Gottes von Werner Herzog, in dem Klaus Kinski den Konquistador verkörpert, dienten das Leben und die Berichte Aguirres als Inspiration für die (im Wesentlichen aber fiktive) Handlung. Der Titel ist einem Lope de Aguirre zugeschriebenen Zitat entlehnt. Als er sich im März 1561 zum Herrscher von Peru, Tierra Firme (Isthmus von Panama) und Chile ausrief, soll er gesagt haben: „Ich bin der Zorn Gottes, der Fürst der Freiheit, Herr von Tierra Firme und den Provinzen von Chile“.
Der fiktive Roman Tod im Regenwald von Boris von Smercek von 1998 greift Aguirre als historische Person auf und führt seine Grausamkeit und seinen Größenwahn auf ein psychoaktives Nervengift zurück.

## Verfilmungen
- Aguirre, der Zorn Gottes (1972 mit Klaus Kinski als Aguirre, Regie: Werner Herzog)
- El Dorado – Gier nach Gold (1988 mit Omero Antonutti als Aguirre, Regie: Carlos Saura)